# (10720) Danzl
(10720) Danzl (1986 GY) – planetoida z grupy pasa głównego asteroid okrążająca Słońce w ciągu 3,22 lat w średniej odległości 2,18 j.a. Odkryta 5 kwietnia 1986 roku.